# Ente nazionale cinofilia italiana
Der Ente nazionale cinofilia italiana, abgekürzt ENCI (it. für Nationale Einrichtung italienische Kynologie) ist der italienische nationale kynologische Dachverband innerhalb der Fédération Cynologique Internationale. Er regelt innerhalb seiner Zuständigkeit Hundezucht und Hundesport und führt das italienische Zuchtbuch.

## Geschichte
Die Wurzeln des ENCI gehen ins Jahr 1882 zurück, in dem eine Gruppe von Kynologen die Società per il miglioramento delle razze canine in Italia (Gesellschaft zur Verbesserung der Hunderassen in Italien) gründeten. Gründer waren Carlo Borromeo, Emilio Belgioioso d’Este, Ferdinando Delor, Carlo Biffi und Luigi Radice. Innerhalb weniger Jahre entwickelte sich aus dieser Organisation der italienische Kennel Club als Dachverband mit 31 Gründungsmitgliedern. 1875 wurde mit dem Bracco Italiano Falco der erste Hund ins Zuchtbuch Libro delle Origini Italiano (LOI) eingetragen.
Ende des 19. Jahrhunderts organisierte der Verband seine ersten Hundeausstellungen in Turin und Mailand und begann mit der Publikation eines Magazins. 1904 wurden erstmals über 1000 Hunde ins LOI eingetragen. 1926 erlangte der ENCI im faschistischen Italien die Anerkennung als juristische Person. 1940 wurde er vom Landwirtschaftsministerium anerkannt.
Seit 1970 anerkennt der ENCI die Papiere der FCI. 2009 wurden ca. 160.000 Hunde ins LOI eingetragen. Er organisiert jährlich etwa 2000 Veranstaltungen, darunter 1200 Arbeitsprüfungen und etwa 400 Hundeausstellungen, an denen insgesamt etwa 100.000 Hunde teilnehmen.

## Aktivitäten
Neben der Organisation von Ausstellungen und Arbeitsprüfungen organisiert der ENCI auch Veranstaltungen des Hundesports und veranstaltet Seminare zu kynologischen Themen. Er beteiligt sich auch an der Körung von Jagdhunden und unterstützt die Behörden bei der Ausbildung von Schutz- und Rettungshunden. Außerdem plant er die Einrichtung einer Samenbank zur Förderung der künstlichen Besamung in der Hundezucht.

## Italienische Hunderassen
Innerhalb der FCI ist der ENCI für die Rassestandards der italienischen Hunderassen verantwortlich. Es sind dies Bergamasker Hirtenhund, Malteser, Bologneser, Maremmen-Abruzzen-Schäferhund, Bracco Italiano, Mastino Napoletano, Cirneco dell’Etna, Segugio Italiano (Kurz- und Drahthaar), Cane Corso Italiano, Lagotto Romagnolo, Spinone Italiano, Italienisches Windspiel und Volpino Italiano.
Auf nationaler Ebene anerkennt der ENCI zusätzlich die Rassen Segugio dell’Appennino und Segugio Maremmano.